# Сарнез, Мариэль де
Мариэ́ль Лебе́ль де Сарне́з (фр. Marielle Lebel de Sarnez; 27 марта 1951 — 13 января 2021) — французский политический и государственный деятель, ответственный министр европейских дел при министре по связям с Евросоюзом и иностранным делам (2017 год).

## Биография
Окончив бакалавриат, стала секретарём движения независимых республиканцев Мишеля Понятовски.
В 1978 году начала политическую карьеру в Союзе за французскую демократию, поддерживая президентскую кампанию Валери Жискар д’Эстена, позднее работала в аппарате министра национального образования Франсуа Байру, а в период с 1993 по 1997 год возглавляла его.
В 1999 году избрана в Европейский парламент, последовательно переизбиралась в 2004, 2009 и 2014 годах.
В 2001 году избрана депутатом совета Парижа от 14-го избирательного округа по единому списку ОПР и СФД. В 2006 году стала председателем парижского отделения СФД. В 2007 году проиграла выборы в Национальное собрание Франции, в 2008 году переизбрана в столичный совет по списку Демократического движения и возглавила его парижское отделение, но в 2010 году досрочно сдала муниципальный депутатский мандат, решив полностью посвятить себя деятельности евродепутата.
Являлась заместителем председателя СФД Франсуа Байру, в 2004 году участвовала в создании Европейской демократической партии.
В 2007 году возглавляла президентскую кампанию Франсуа Байру и затем стала соучредителем ДД.
В 2014 году в ходе муниципальных выборов в Париже поддерживала Натали Косцюшко-Моризе в безуспешном стремлении предотвратить победу социалистки Анн Идальго.
В 2014 году вновь избрана депутатом совета Парижа, теперь от 6-го избирательного округа.
17 мая 2017 года назначена ответственным министром европейских дел при министре по связям с Евросоюзом и иностранным делам в правительстве Филиппа.
22 марта 2017 года прокуратура Парижа начала расследование в отношении Мариэль де Сарнез по подозрению в злоупотреблении служебным положением в связи с предполагаемым фиктивным наймом парламентского помощника.
18 июня 2017 года во втором туре парламентских выборов избрана депутатом Национального собрания Франции от 11-го парижского округа, получив 63,51 % голосов против 36,49 % у её соперника — республиканца Франсиса Спинера.
21 июня 2017 года лидер Демократического движения Франсуа Байру и Мариэль де Сарнез сообщили агентству Франс-Пресс об отказе от участия в формируемом по итогам выборов втором правительстве Эдуара Филиппа.
Скончалась 13 января 2021 года.

## Семья
Находилась в разводе с мэром Довиля Филиппом Ожье, мать двоих детей. Сын, Огюстен Ожье, был включён в список новой партии Вперёд, Республика! по девятому зарубежному избирательному округу, и через свой Твиттер оповестил, что это ошибка.